# Giovanni Bargiggia
Giovanni Bargiggia (Lacchiarella, 24 novembre 1876 – Vigevano, 11 aprile 1946) è stato un vescovo cattolico italiano.

## Biografia
Nato a Lacchiarella, Giovanni Bargiggia divenne sacerdote e dal 1919 venne destinato a primo parroco nella chiesa di Santa Maria del Rosario di via Solari a Milano. Gran parte delle vicende di questa parte della sua vita ci vengono tramandate dal suo biografo, Paolino Stella, il quale ricordò nei propri scritti anche la sua opera moderatrice nell'educazione dei giovani che mantenne proprio in quegli anni di reggenza della parrocchia milanese.
Qui egli si operò anche per abbellire la chiesa, soprattutto nelle vetrate che fece realizzare in occasione dell'Anno Santo 1925.
Il 14 marzo 1927 venne nominato vescovo di Caltagirone e nella sede parrocchiale di Milano gli succedette don Giovanni Morelli. Nella nuova sede episcopale egli si occupò di alcune cause di canonizzazioni come quella per suor Veronica Barone della quale fece traslare le ossa nel convento dei cappuccini della città.
Il 6 luglio 1937 venne trasferito alla sede di Vigevano ove sostenne fortemente la figura e l'operato di padre Francesco Pianzola (proclamato beato da Benedetto XVI).
Giovanni Bargiggia morì a Vigevano nel palazzo vescovile nel 1946.
Sia la città di Vigevano che quella di Caltagirone gli hanno dedicato una via.

## Genealogia episcopale
La genealogia episcopale è:
- Cardinale Scipione Rebiba
- Cardinale Giulio Antonio Santori
- Cardinale Girolamo Bernerio, O.P.
- Arcivescovo Galeazzo Sanvitale
- Cardinale Ludovico Ludovisi
- Cardinale Luigi Caetani
- Cardinale Ulderico Carpegna
- Cardinale Paluzzo Paluzzi Altieri degli Albertoni
- Papa Benedetto XIII
- Papa Benedetto XIV
- Papa Clemente XIII
- Cardinale Marcantonio Colonna
- Cardinale Giacinto Sigismondo Gerdil, B.
- Cardinale Giulio Maria della Somaglia
- Cardinale Carlo Odescalchi, S.I.
- Cardinale Costantino Patrizi Naro
- Cardinale Lucido Maria Parocchi
- Cardinale Andrea Carlo Ferrari
- Cardinale Eugenio Tosi, O.SS.C.A.
- Vescovo Giovanni Bargiggia

## Opere
- Cenni storici sulla chiesa di S. Giorgio in Vigevano e sopra il S. titolare, Vigevano, Scuola Tipografica Derelitti, 1943